# Alfredo Duro
Alfredo Duro Orejón (Madrid, 21 de septiembre de 1960) es un periodista español que participa como colaborador en el programa de tertulia deportiva El Chiringuito de Jugones. Ha trabajado en diversos medios de comunicación, como en MARCA, Intereconomía o en la ya desaparecida ABC Punto Radio.

## Biografía
Ejerció como director deportivo del Getafe Club de Fútbol entre 2004 y 2006.
De 2010 a 2011, fue contratado por Veo Televisión, para ejercer de comentarista deportivo en los partidos de la Liga Nacional de Fútbol Sala (LNFS). Ya en 2012, abandonó Veo Televisión para trabajar también como comentarista de la misma liga. 
En ese mismo año, fichó para ABC Punto Radio y participó como colaborador del programa deportivo Punto pelota, emitido por Intereconomía.
Ya en 2013, fue fichado por el Córdoba CF para ejercer como director de comunicación, dimitiendo tiempo después por una polémica generada a causa de unos mensajes publicados en su cuenta de Twitter.
Desde enero de 2014, Duro colabora El chiringuito de Jugones, donde es famoso por ser madridista y ser crítico con la Selección de fútbol de España.
Duro protagonizó un notorio episodio en la emisión de El chiringuito de Jugones del 18 de junio de 2014, en la que se desenvolvió de manera confusa y excéntrica de principio a fin del programa, llevando a espectadores a especular con que se hallaba bajo los efectos del alcohol. En otra emisión, datando esta del 2015, se enzarzó en un agrio intercambio con la periodista Carme Barceló, la cual criticaba al presidente del Getafe, el club del que Duro había sido director deportivo. Ofendido, Duro reclamó al presentador, Josep Pedrerol, que no volvieran a permitir que se burlasen de su club, convirtiéndose su reacción en un meme de internet.
En el tercer fin de semana de diciembre de 2017 realizó un cameo en la retransmisión española de WWE SmackDown y WWE Raw junto a Fernando Costilla y Héctor del Mar en el canal temático de Atresmedia, Neox y entre enero de 2018 y marzo de 2020, fue comentarista fijo de WWE en Neox y Mega.

## Boxeo de exhibición
| N.º | Resultado     | Récord  | Oponente | Método        | Asalto, tiempo | Fecha                   | Localización              | Notas |
| --- | ------------- | ------- | -------- | ------------- | -------------- | ----------------------- | ------------------------- | ----- |
| 1   | Sin resultado | 0–0 (1) | Fabrice  | Sin resultado | 3, 2:00        | 12 de diciembre de 2019 | Emporio Barceló, Alcorcón |       |